# Indonesische Badmintonmeisterschaft 1953
Die Indonesische Badmintonmeisterschaft der Saison 1953/54 fand Ende September 1953 statt. Im Halbfinale des Herreneinzels unterlag Titelverteidiger Ferry Sonneville gegen Tan King Gwan mit 11:15 und 11:15. Der veranstaltende Persatuan Bulutangkis Seluruh Indonesia (übersetzt: Indonesischer Badmintonverband) wurde zwar bereits am 5. Mai 1951 gegründet, die Meisterschaften 1952 und 1953 werden jedoch nicht in den offiziellen Handbüchern des Weltverbandes International Badminton Federation festgehalten.

## Sieger und Platzierte
| Disziplin   | Gold                         | Silber                       | Bronze                  |
| ----------- | ---------------------------- | ---------------------------- | ----------------------- |
| Dameneinzel | Ong Hong Nio                 | Oei Lin Nio                  | Teng Koen Liong         |
| Damendoppel | Teng Koen Liong Tio Siam Tie | Rosnida Nasution Oei Lin Nio | Ong Hong Nio Loasewagen |